# Кутценхаузен
Кутценхаузен (фр. Kutzenhausen) насеље је и општина у Француској у региону Алзас, у департману Доња Рајна.
По подацима из 2011. године у општини је живело 902 становника, а густина насељености је износила 125,28 становника/km².

## Демографија
| 1962. | 1968. | 1975. | 1982. | 1990. | 2011. |
| ----- | ----- | ----- | ----- | ----- | ----- |
| 764   | 785   | 719   | 713   | 740   | 902   |